# Bombeangrebet mod Guldsmedgade
Bombeangrebet mod Guldsmedgade var en af de voldsomste begivenheder i Aarhus under Anden verdenskrig.
Bomberne ramte natten til den 22. februar 1945, hvor voldsomme eksplosioner skabte enorme ødelæggelse i det indre Aarhus. 
Aktionen var Schalburgtage og havde karakter af at være en decideret terroraktion, der skulle sprede død, ødelæggelse og frygt i den danske befolkning.  Angrebene var en følge af at modstanden i Danmark mod besættelsen i 1943 efterhånden var vokset til mere end blot et irritationsmoment for tyskerne. Og det var så fra tysk side bestemt at modstandsbevægelsens sabotager og drab på tyske soldater og danskere i tysk tjeneste skulle gengældes med bombeattentater og nedskydninger af danske borgere. 
Det menes at aktionerne i Guldsmedgade var en del af de drabs- og terroraktioner som Petergruppen, anført af Henning Brøndum og Kai Henning Bothildsen Nielsen udførte i Aarhus. Af samtiden benævnt rædselsnætterne sidst i februar 1945 i Aarhus. 
Sprængninger og fosforbomber ødelagde store dele af Guldsmedgade. Hvor bomberne var indstillet forskudt til store fare for dem, der deltog i redningsarbejdet. Syv mennesker mistede livet i forbindelse med bombeeksplosionerne. Desuden myrdede Petergruppen et forbipasserende vidne.